# Oum Drou
Oum Drou (em árabe: أم الذروع) é uma cidade e comuna localizada na província de Chlef, Argélia. Segundo o censo de 2008, a população total da cidade era de 21 326 habitantes.